# Шардонемь
Шардонемь (рос. Шардонемь) — присілок в Пінезькому районі Архангельської області Російської Федерації.
Населення становить 462 особи. Входить до складу муніципального утворення Карпогорське муніципальне утворення.

## Історія
Від 1937 року належить до Архангельської області.
Орган місцевого самоврядування від 2004 року — Карпогорське муніципальне утворення.

## Населення
| 2002 | 2010 | 2012 |
| ---- | ---- | ---- |
| 472  | ↘366 | ↗462 |